# Ljubljanski potres (1895)
Ljubljanski potres je bil potres v Ljubljani na velikonočno nedeljo, 14. aprila 1895, ob 23. uri in 17 minut po lokalnem času. Žarišče je nastalo v globini 16 km. Navorna magnituda potresa je bila 6,1. Intenziteta je ocenjena na VIII.–IX. stopnjo (z močnimi poškodbami–rušilen) po evropski potresni lestvici.
Največje učinke je potres dosegel na območju mesta Ljubljane, Ljubljanskega barja in do Vodic na severu. Večina prebivalcev je v času prvega potresnega sunka že spala. Zaradi bobnenja in tresenja tal je Ljubljančane zajel strah in začeli so zapuščati domove. Potresni sunki so se vrstili vso noč, vendar niso bili tako močni kot prvi. Ker se ljudje niso mogli vrniti v svoje domove, so bili polni vsi ljubljanski parki in trgi. Glavnemu sunku je v naslednjih desetih dneh sledilo več kot 100 popotresnih, ki so prebivalce še bolj begali.
Potresni sunek je zajel veliko območje s polmerom približno 350 km, kar pomeni približno 385.000 km2. Največje poškodbe so nastale v premeru 18 km, od Iga do Vodic. Manjše poškodbe so nastale v polmeru okoli 50 kilometrov. Njegovo moč ponazarjajo tudi podatki, da so potres čutili prebivalci Dunaja, Splita ter v italijanskih mestih Assisi, Firence in Alessandria.

## Žrtve in škoda
V potresu je umrlo 21 ljudi. V Ljubljani in okolici je umrlo sedem oseb, nekaj jih je bilo ranjenih, v Vodicah pa je zasulo tri otroke. Smrtne poškodbe so večinoma povzročili odpadli deli dimnikov in strešnikov, nekatere pa so zasuli podrti stropi. Nekaj jih je umrlo med reševanjem. Ljubljanski občinski svet je naslednje dopoldne sprejel nekaj nujnih ukrepov za pomoč najbolj prizadetim prebivalcem. Obenem so poskrbeli za varnostne ukrepe, postavili policijski nadzor in sprejeli odredbo o ogledu poškodovanih hiš.
Ljubljana je imela okoli 31 000 prebivalcev, ki so živeli v približno 1400 zgradbah. Od skupno 1373 hiš je bilo 589 pritličnih, 437 enonadstropnih, 264 dvonadstropnih, 77 trinadstropnih in 6 štirinadstropnih. Potres je poškodoval okoli 10 % zgradb, ki so jih kasneje večinoma porušili.

## Humanitarna oskrba
V mestu so zaprli vse šole in ustavili dela v nekaterih tovarnah. Nekaj dni po potresu so v mesto prispele vojaške enote, ki so začele graditi zasilna prebivališča za brezdomce. Na različnih koncih mesta so v kratkem času dokončali enajst barak. Veliko Ljubljančanov je mesto zapustilo in se zateklo k sorodnikom na deželo. V mestu so zrasla velika šotorska naselja. Premožnejši so prenočevali v vozovih in kočijah. Zanimivo naselje je zraslo na Mirju, kjer je Fran Jakopič ponudil brezdomcem prazne zeljnate sode in kadi.
Pomanjkanje hrane se je v mestu hitro čutilo, zato so organizirali pet zasilnih kuhinj, v katerih so zastonj ali pa za nizko ceno razdelili nekaj tisoč toplih obrokov na dan. Tudi Dunajska reševalna družba je poslala tri kuhinjske vozove. Veliko sta pomagali tudi Češka in Hrvaška, ter posamezni člani občinskega sveta, posebno pa poznejši župan Ivan Hribar. Škoda po potresu je bila zelo velika. Najbolj so bile poškodovane hiše v Špitalski, današnji Stritarjevi ulici, kjer so podrli vse hiše razen ene, enako je bilo tudi na Čopovi, Židovski, Trubarjevi in na Levstikovem trgu.

## Popotresna obnova
Potres je povzročil ogromno gmotno škodo, ki je bila ocenjena na približno 7 milijonov goldinarjev. Posledice niso imele le negativnih učinkov, saj se je v Ljubljani po potresu marsikaj spremenilo na bolje. Ob ideji o urbanistični in arhitektonski obnovi Ljubljane je nastala tudi raziskava o gradbenotehničnih normativih, ki je pripeljala do prvih smernic za potresnovarno gradnjo. Že dve leti po potresu je v kletnih prostorih višje realke na Vegovi ulici v Ljubljani začela delovati prva potresna opazovalnica v avstro-ogrski monarhiji.
Po potresu je bila Ljubljana živahno gradbišče. To obdobje na področju Ljubljanskega urbanizma predstavlja eno od najpomembnejših prelomnic. Mesto so takrat pričeli obnavljati in dograjevati na podlagi novega regulacijskega načrta, ki ga je izdelal Maks Fabiani. Ljubljana se je razširila najbolj proti severu do Kolodvora. V petnajstih letih je od leta 1895 do 1910 zraslo kar 436 novih stavb, 655 so jih prizidali, 325 pa so prizidali prizidke. Zgradili so nove mostove, spomenike, parke, telefonske linije in kanalizacijo.
Obdobje med letoma 1896 in 1910, ki so ga poimenovali tudi »preporod Ljubljane« ali »obdobje Hribarjeve Ljubljane«, pa ni spremenilo samo zunanje mestne podobe, temveč je odsevalo tudi v reformi mestne uprave, zdravstvu, šolstvu, turizmu in dalo mestu Ljubljani slovenski videz.

## V sodobni kulturi
Slovenska tiskovna agencija je aprila 2020 objavila pogovor s prof. dr. Matjažem Dolškom s Fakultete za gradbeništvo in geodezijo v Ljubljani na temo potresne ogroženosti in potresno varne gradnje. V njem je omenjeno, da so raziskovalci s pomočjo novih modelov pripravili simulacijo ljubljanskega potresa iz leta 1895 ter izračunali posledice, ki bi jih takšen potres imel danes, pri čemer sta še posebej veliko vlogo imela raziskovalca dr. Jure Žižmond in dr. Anže Babič. Preliminarni rezultati so pokazali, da bi bila škoda, ki bi jo povzročil potres z nadžariščem pet kilometrov severno od Ljubljane, ogromna. Na območju potresa bi bilo v stanju popolne poškodovanosti med 750 in 16.000 objektov ali delov objektov, najverjetneje pa 4500, od tega ocenjujejo, da bi se jih takoj porušilo približno 10 odstotkov. Če bi se potres zgodil ponoči, bi bilo smrtnih žrtev najverjetneje 320, pričakovana škoda na stavbah pa bi se gibala od dveh do 18 milijard evrov, najverjetneje pa bi znašala sedem milijard.